# Oonops nigromaculatus
Oonops nigromaculatus là một loài nhện trong họ Oonopidae.
Loài này thuộc chi Oonops. Oonops nigromaculatus được Cândido Firmino de Mello-Leitão miêu tả năm 1944.